# Pipin Herstalski
Pipin II., znan tudi kot Pipin Herstalski ali Pipin Srednji, je bil frankovski državnik in vojaški poveljnik, ki je kot majordom od leta 680 do smrti leta 714  de facto vladal frankovski državi. Po prevzemu oblasti v vseh frankovskih kraljestvih se  je začel naslavljati z vojvoda in knez Frankov, * okoli 635, † 16. december 714. 
Bil je sin vplivnega frankovskega državnika Anzegizela. Trudil se je  za utrditev oblasti svoje družine Pipinidov, ki je bila najmočnejša v Franciji. Leta 680 mu je uspelo doseči položaj majordoma Avstrazije. Kasneje je z več vojnami svojo oblast razširil na  Nevstrijo in Burgundijo in leta 687 združil vsa frankovska kraljestva.   V tujini je razširil frankovsko oblast s podjarmljenjem Alemanov, Frizijcev in Frankonov in začel proces evangelizacije Nemčije.
Za Pipinovo državništvo je značilno nadaljnje zmanjševanje  oblasti Merovingov in nesporen prenos oblasti na njegovo družino. Pipin je postal dovolj močan, da je lahko za svojega naslednika imenoval vnuka Teodoalda. Pipinov sin Karel Martel se z njegovo  odločitvijo ni strinjal, kar je po Pipinovi smrti sprožilo državljanjsko vojno, v kateri je zmagal Karel Martel. 

## Ozadje
Pipin II. je bil vnuk Pipina I. Starejšega, katerega hčerka Bega je bila poročena z Anzegizelom, sinom Arnulfa Metzskega. Bil je ded Pipina Malega in praded Karla Velikega. Z Begino poroko sta se združili rodbini Pipinidov in Arnulfingov in postali prednici Karolingov. Pipin II. je bil rojen verjetno v Herstalu (Héristal) v sedanji Belgiji.

## Vzpon na oblast
Avstrazijski majordom Pipin in laonski vojvoda Martin sta se vojskovala z nevstrijskim majordomom Ebroinom za oblast v celi Franciji. Elboin je v Lucofaou   (Bois-du-Fay  pri  Laonu)  porazil Avstrazijce in skoraj združil vse Franke pod svojo oblastjo. Leta 681 je bil umorjen kot žrtev skupnega napada številnih nasprotnikov. Pipin je z njegovim naslednikom Varatonom takoj sklenil mir.
Varatonov naslednik  Berhar in nevstrijski kralj Teoderik III., ki je bil od leta 679 uradno kralj vseh Frankov, sta napadla Avstrazijo in bila v bitki pri Tertryju  (Textrice) v Vermandoisu leta 687 odločilno poražena. Berhar in Tevderik sta se umaknila v Pariz. Pipin ju je zasledoval in prisilil k sklenitvi miru pod pogojem, da Berhar odstopi s svojega položaja.  Pipin je postal majordom vseh treh frankovskih kraljestev (Avstrazija, Nevstrija in Burgundija) in se začel naslavljati z dux et princeps Francorum -  vojvoda in knez Frankov.  Prevzemu oblasti so sledili spori, v katerih je Berhar ubil svojo taščo Ansfeldo in pobegnil. Pipinov položaj v Nevstriji je zagotovila poroka Berharjeve žene Anstrude s Pipinovim najstarejšim sinom in šampanjskim vojvodom Drogom.

## Vojvoda in knez Frankov
V naslednjih nekaj letih je Pipin podjarmil Alemane, Frizijce in Frankone in jih vključil v frankovsko vplivno sfero in začel evangelizacijo  Germanije. Leta 695 je sinova Droga in Grimoalda imenoval za majordoma Burgundije oziroma Nevstrije. 
Okoli leta 670 se je poročil s Plektrudo, ki je podedovala velika posestva v Mozeli. Z njo je imel sinova Drogo Šampanjskega in Grimoalda II., ki sta umrla pred svojim očetom. Pipin je imel tudi priležnico (ali morda drugo ženo) Alpaido (ali Halpaido), s katero je imel sinova  Karla Martela in Hildebranda.

## Smrt in nasledstvo
Plektruda ga je tik pred smrtjo prepričala, naj sinova z Alpaido razdedini v korist vnuka Teodoalda, sina njunega sina Grimoalda,  ki je bil še mladoleten in pod velikim Plektrudinim vplivom.  Pipin je 16. decembra 714 v Jupilleu  (sedanja Belgija)  nenadoma umrl.  Vnuk Tevdoald se je preko Plektrude razglasil za Pipinovega pravega naslednika in z njeno  pomočjo poskušal obdržati naslov majordoma.  Avstrazijci, zlasti vojaki, so bili bolj naklonjeni Karlu, ker jim je po bitkah prepustril velik del plena. Plektrudini poskusi, da bi ga utišala z aretacijo, so spodleteli. Po državljanski vojni, ki je trajala več kot tri leta po Pipinovi smrti, je Karel postal izključni majordom in de facto vladar Frankovskega kraljestva.